# Hůry
Hůry är en ort i Tjeckien.   Den ligger i regionen Södra Böhmen, i den centrala delen av landet, 120 km söder om huvudstaden Prag. Hůry ligger 472 meter över havet och antalet invånare är 449.
Terrängen runt Hůry är lite kuperad, och sluttar västerut. Runt Hůry är det tätbefolkat, med 343 invånare per kvadratkilometer. Närmaste större samhälle är České Budějovice, 6,0 km sydväst om Hůry. Omgivningarna runt Hůry är en mosaik av jordbruksmark och naturlig växtlighet.